# Кім Чон Су
Кім Чон Су (кор. 김정수; 9 січня 1977) — північнокорейський стрілець, призер Олімпійських ігор. На Олімпіаді в Пекіні його дискваліфіковано за вживання допінгу.

## Кар'єра
Першу медаль на міжнародних змаганнях найвищого рівня завоював на Азійських іграх 1998 року в Бангкоку. Там він виграв бронзу в стрільбі на 50 метрів з пістолета, а в командному турнірі здобув перемогу. Однак на Олімпіаду в Сіднеї спортсмен не потрапив.
Чотири роки по тому, в Афінах, Кім став восьмим у стрільбі з пістолета з дистанції 10 метрів, а на дистанції 50 метрів завоював бронзову медаль, відставши на шість очок від Михайла Неструєва. На наступній Олімпіаді, яка проходила в Пекіні Кім спочатку завоював бронзу в дисципліні 10 метрів з пневматичного пістолета, а потім і срібло в стрільбі на 50 метрів, відставши від переможця Чин Чон О на 0,2 бала.
Однак через кілька днів у допінг-пробі Кіма виявили заборонений препарат пропранолол. В результаті всі його результати анулювали, а спортсмена позбавили завойованих медалей.
Після відбуття дискваліфікації повернувся в спорт і завоював зі збірною КНДР медалі на літніх Азійських іграх 2010.